# Grand Prix automobile de Toronto
Le Honda Indy Toronto est une épreuve de course automobile disputée tous les ans (sauf en 2008) sur le circuit urbain du parc des expositions de Toronto à Toronto (Ontario, Canada) dans le cadre du championnat IndyCar.
Cette course existe depuis 1986 et était auparavant disputée dans le championnat Champ Car (ex-CART).

## Le circuit
Ce circuit, situé à proximité du parc des expositions de Toronto est très court et possède une partie rapide et une partie sinueuse où il est très difficile de dépasser.

## Histoire

### Débuts
La toute première course d'IndyCar au Canada fut le Telegram Trophy 200 disputée à Mosport. Elle fut remportée par Bobby Unser pour sa toute première victoire dans cette catégorie. En 1977 et 1978, une course appelée « Molson Diamond Indy », organisée par l'United States Auto Club (USAC), fut disputée sur le circuit du Mosport Park.

### Période CART/Champ Car

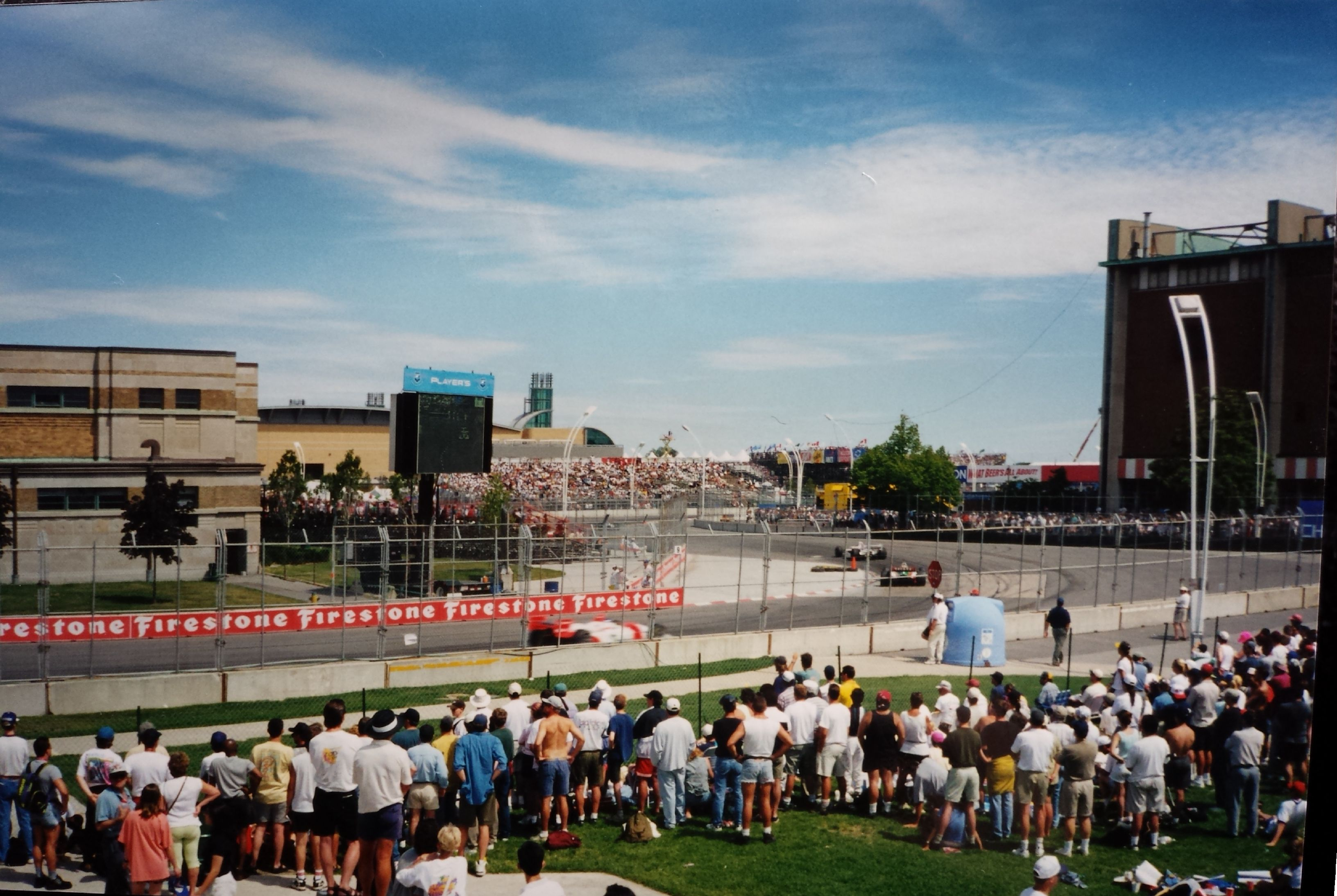
1997 Molson Indy

Dès 1986, et ce jusqu'en 2007, le GP Ontarien devint une course incontournable dans le calendrier du CART Indycar World Series.
Lors de la course de 1996, le pilote Jeff Krosnoff et le commissaire de course Gary Avrin trouvèrent la mort dans un accident. Un autre commissaire fut blessé. En 2003, le championnat CART devient le Champ Car World Series et la classique Torontoise reste au calendrier jusqu'en 2008, date a laquelle le Champ Car fusionne avec l'IndyCar et la course est suspendue pendant un an.

### Période IndyCar
Le Grand Prix fait son grand retour au calendrier en 2009, il intègre le championnat IndyCar, la course change de nom pour devenir « Honda Indy Toronto », ce nom résulte d'un partenariat entre les organisateurs du GP et la filiale de Honda au Canada : Honda Canada Incorporated.

#### Appellations
Le nom commercial de la course n'avait quasiment jamais changé avant 2006, date à laquelle le Molson Indy Toronto devient le « Molson Grand Prix of Toronto » (le GP appartenait au Champ Car et le championnat a perdu les droits d'appeler les courses « Indy », ce privilège revenant a l'IndyCar) puis « Steelback Grand Prix of Toronto » (après un changement de sponsor) et enfin « Honda Indy Toronto ».
- Telegram Trophy 200 (1967-1968)
- Molson Indy Diamond (1977-1978)
- Molson Indy Toronto (1986-2005)
- Molson Grand Prix of Toronto (2006)
- Steelback Grand Prix of Toronto (2007)
- Honda Indy Toronto (Depuis 2009)

## Palmarès
| Année     | Vainqueur           | Voiture                | Championnat            | Résultats     |
| --------- | ------------------- | ---------------------- | ---------------------- | ------------- |
| 1967      | Bobby Unser         | Eagle-Ford             | USAC Championship Cars | Résultats     |
| 1968      | Dan Gurney          | Eagle-Weslake/Ford     | USAC Championship Cars | Résultats     |
| 1969-1976 | Pas de course       | Pas de course          | Pas de course          | Pas de course |
| 1977      | A.J. Foyt           | Coyote-Foyt            | USAC Championship Cars | Résultats     |
| 1978      | Danny Ongais        | Parnelli-Cosworth      | USAC Championship Cars | Résultats     |
| 1979-1985 | Pas de course       | Pas de course          | Pas de course          | Pas de course |
| 1986      | Bobby Rahal         | March-Cosworth         | CART World Series      | Résultats     |
| 1987      | Emerson Fittipaldi  | March-Chevrolet/Ilmor  | CART World Series      | Résultats     |
| 1988      | Al Unser Jr.        | March-Chevrolet/Ilmor  | CART World Series      | Résultats     |
| 1989      | Michael Andretti    | Lola-Chevrolet/Ilmor   | CART World Series      | Résultats     |
| 1990      | Al Unser Jr.        | Lola-Chevrolet/Ilmor   | CART World Series      | Résultats     |
| 1991      | Michael Andretti    | Lola-Chevrolet/Ilmor   | CART World Series      | Résultats     |
| 1992      | Michael Andretti    | Lola-Ford/Cosworth     | CART World Series      | Résultats     |
| 1993      | Paul Tracy          | Penske-Chevrolet/Ilmor | CART World Series      | Résultats     |
| 1994      | Michael Andretti    | Reynard-Ford/Cosworth  | CART World Series      | Résultats     |
| 1995      | Michael Andretti    | Lola-Ford/Cosworth     | CART World Series      | Résultats     |
| 1996      | Adrián Fernández    | Lola-Honda             | CART World Series      | Résultats     |
| 1997      | Mark Blundell       | Reynard-Mercedes-Benz  | CART World Series      | Résultats     |
| 1998      | Alessandro Zanardi  | Reynard-Honda          | CART World Series      | Résultats     |
| 1999      | Dario Franchitti    | Reynard-Honda          | CART World Series      | Résultats     |
| 2000      | Michael Andretti    | Lola-Ford/Cosworth     | CART World Series      | Résultats     |
| 2001      | Michael Andretti    | Reynard-Honda          | CART World Series      | Résultats     |
| 2002      | Cristiano da Matta  | Lola-Toyota            | CART World Series      | Résultats     |
| 2003      | Paul Tracy          | Lola-Ford/Cosworth     | CART World Series      | Résultats     |
| 2004      | Sébastien Bourdais  | Lola-Ford/Cosworth     | Champ Car World Series | Résultats     |
| 2005      | Justin Wilson       | Lola-Ford/Cosworth     | Champ Car World Series | Résultats     |
| 2006      | A. J. Allmendinger  | Lola-Ford/Cosworth     | Champ Car World Series | Résultats     |
| 2007      | Will Power          | Panoz-Cosworth         | Champ Car World Series | Résultats     |
| 2008      | Pas de course       | Pas de course          | Pas de course          | Pas de course |
| 2009      | Dario Franchitti    | Dallara-Honda          | IndyCar Series         | Résultats     |
| 2010      | Will Power          | Dallara-Honda          | IndyCar Series         | Résultats     |
| 2011      | Dario Franchitti    | Dallara-Honda          | IndyCar Series         | Résultats     |
| 2012      | Ryan Hunter-Reay    | Dallara-Chevrolet      | IndyCar Series         | Résultats     |
| 2013      | Scott Dixon         | Dallara-Honda          | IndyCar Series         | Résultats     |
| 2014      | Sébastien Bourdais  | Dallara-Chevrolet      | IndyCar Series         | Résultats     |
| 2014      | Mike Conway         | Dallara-Chevrolet      | IndyCar Series         | Résultats     |
| 2015      | Josef Newgarden     | Dallara-Chevrolet      | IndyCar Series         | Résultats     |
| 2016      | Will Power          | Dallara-Chevrolet      | IndyCar Series         | Résultats     |
| 2017      | Josef Newgarden     | Dallara-Chevrolet      | IndyCar Series         | Résultats     |
| 2018      | Scott Dixon         | Dallara-Honda          | IndyCar Series         | Résultats     |
| 2019      | Simon Pagenaud      | Dallara-Chevrolet      | IndyCar Series         | Résultats     |
| 2020-2021 | Pas de course       | Pas de course          | Pas de course          | Pas de course |
| 2022      | Scott Dixon         | Dallara-Honda          | IndyCar Series         | Résultats     |
| 2023      | Christian Lundgaard | Dallara-Honda          | IndyCar Series         | Résultats     |
| 2024      | Colton Herta        | Dallara-Honda          | IndyCar Series         | Résultats     |

Les quatre premiers Grands Prix furent disputés à Mosport, tous les suivants sont disputés sur le circuit urbain du parc des expositions de Toronto.